# Seznam zahraničních cest Zuzany Čaputové

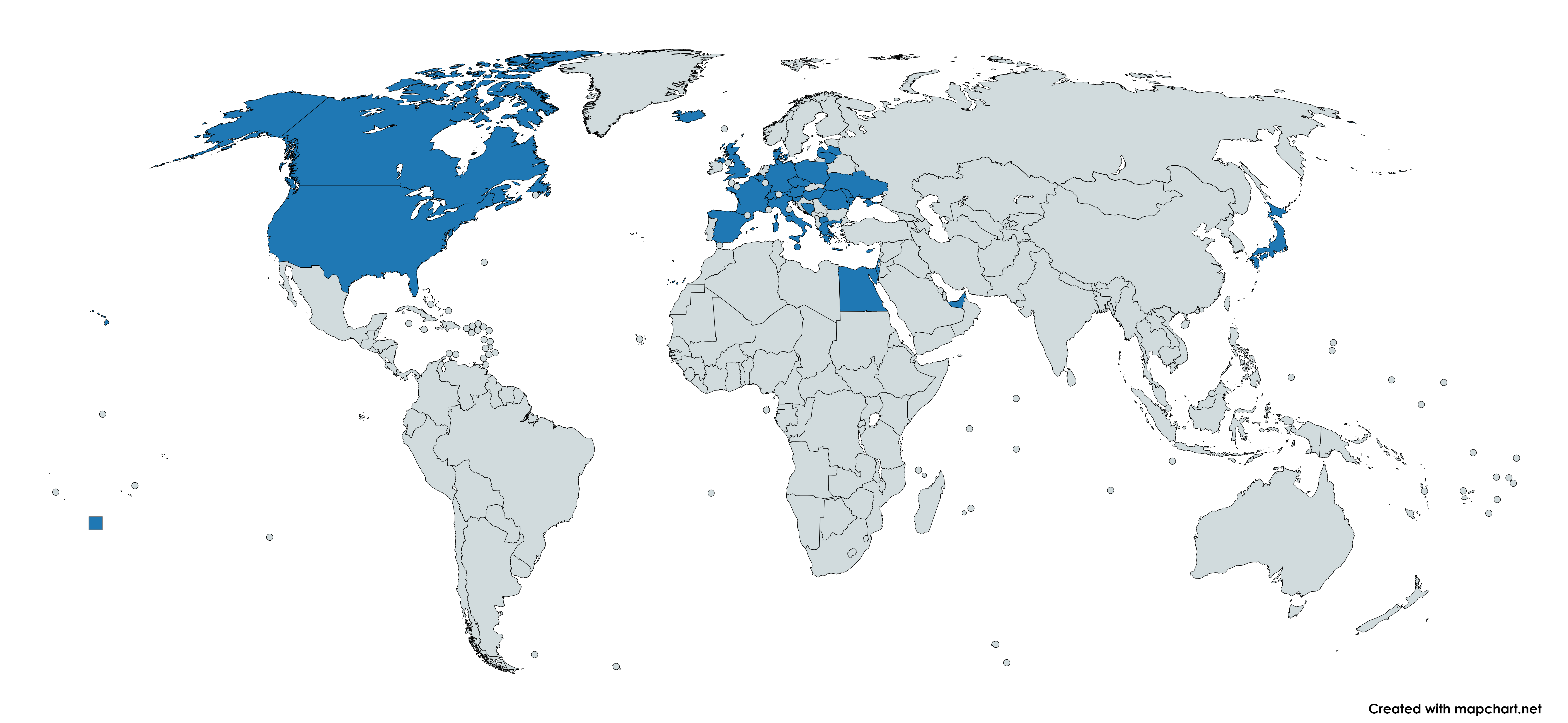
Mapa navštívených zemí

Toto je seznam zahraničních cest Zuzany Čaputové v době vykonávání úřadu Prezidentky Slovenské republiky.
Od června 2019 do června 2024 podnikla Čaputová své zahraniční cesty do těchto zemí:
- 1 návštěva: Bosna a Hercegovina, Dánsko, Egypt, Island, Itálie, Izrael, Japonsko, Kanada, Kypr, Litva, Lotyšsko, Malta, Moldavsko, Rumunsko, Řecko, Severní Makedonie, Slovinsko, Španělsko
- 2 návštěvy: Maďarsko, Spojené arabské emiráty, Švýcarsko
- 3 návštěvy: Francie, Vatikán
- 4 návštěvy: Belgie, Rakousko, Spojené království, Spojené státy americké, Ukrajina
- 7 návštěv: Polsko
- 8 návštěv: Německo
- 15 návštěv: Česko

## 2019

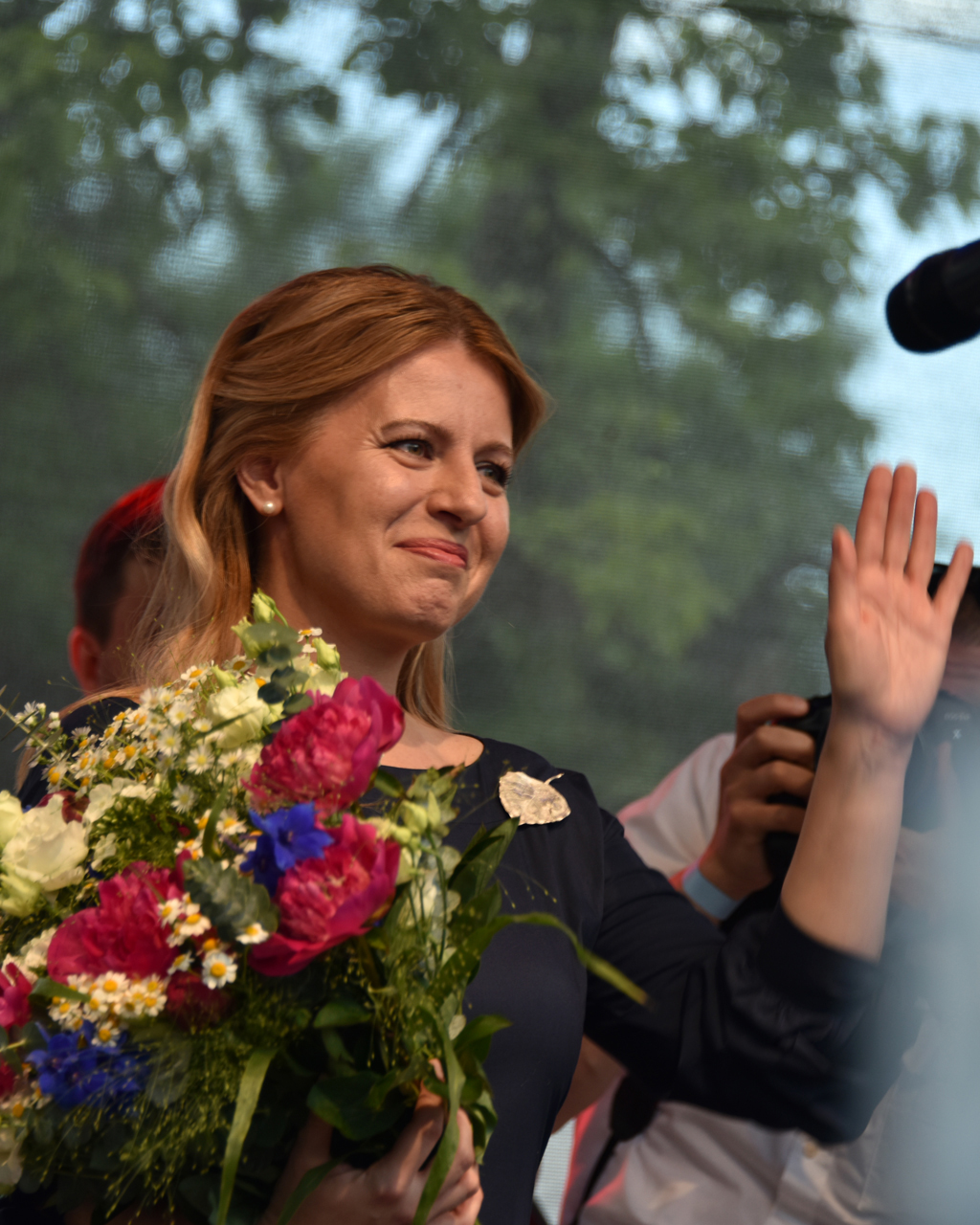
Zuzana Čaputová v Praze 5 dní po své inauguraci.

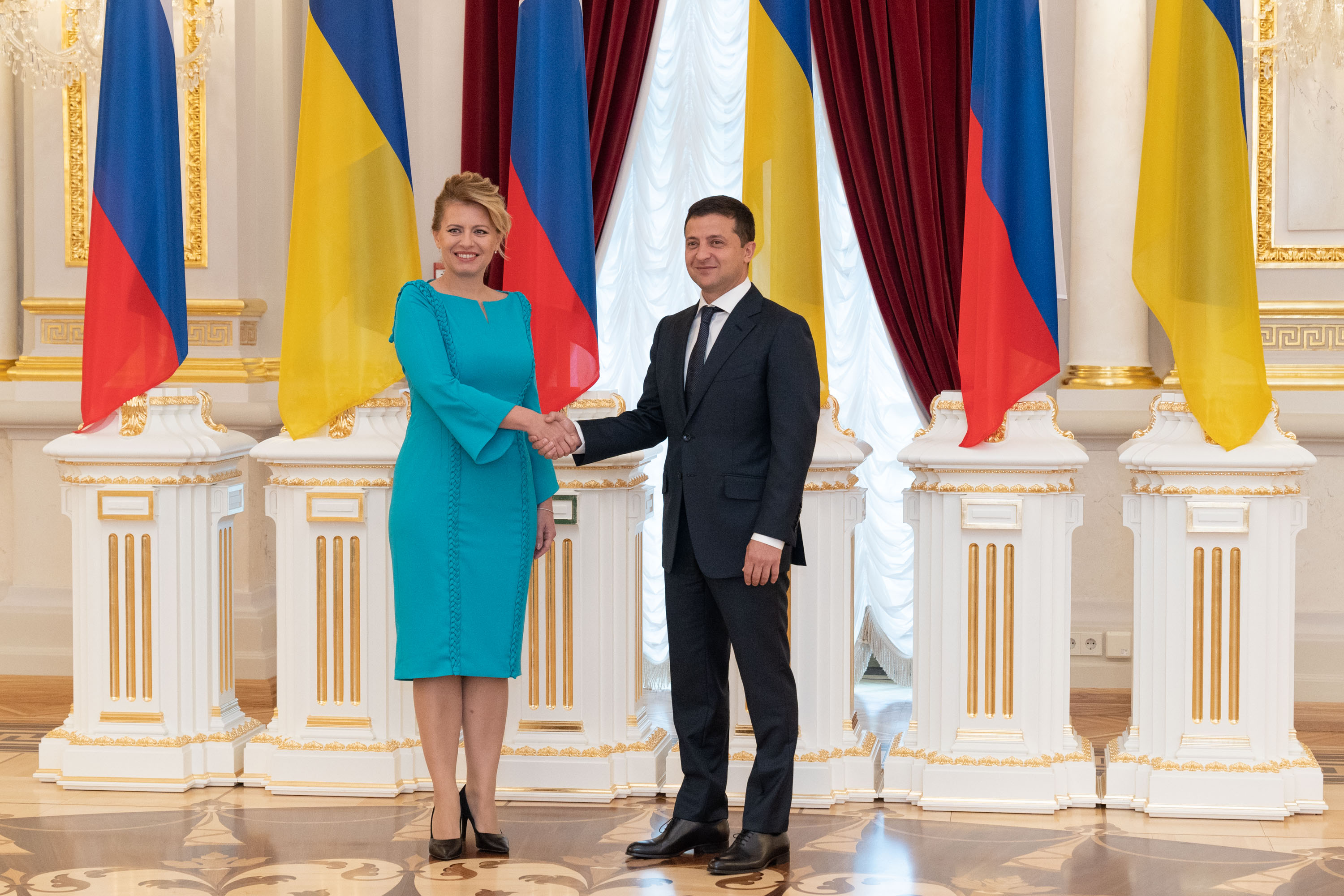
Čaputová a ukrajinský prezident Zelenskyj

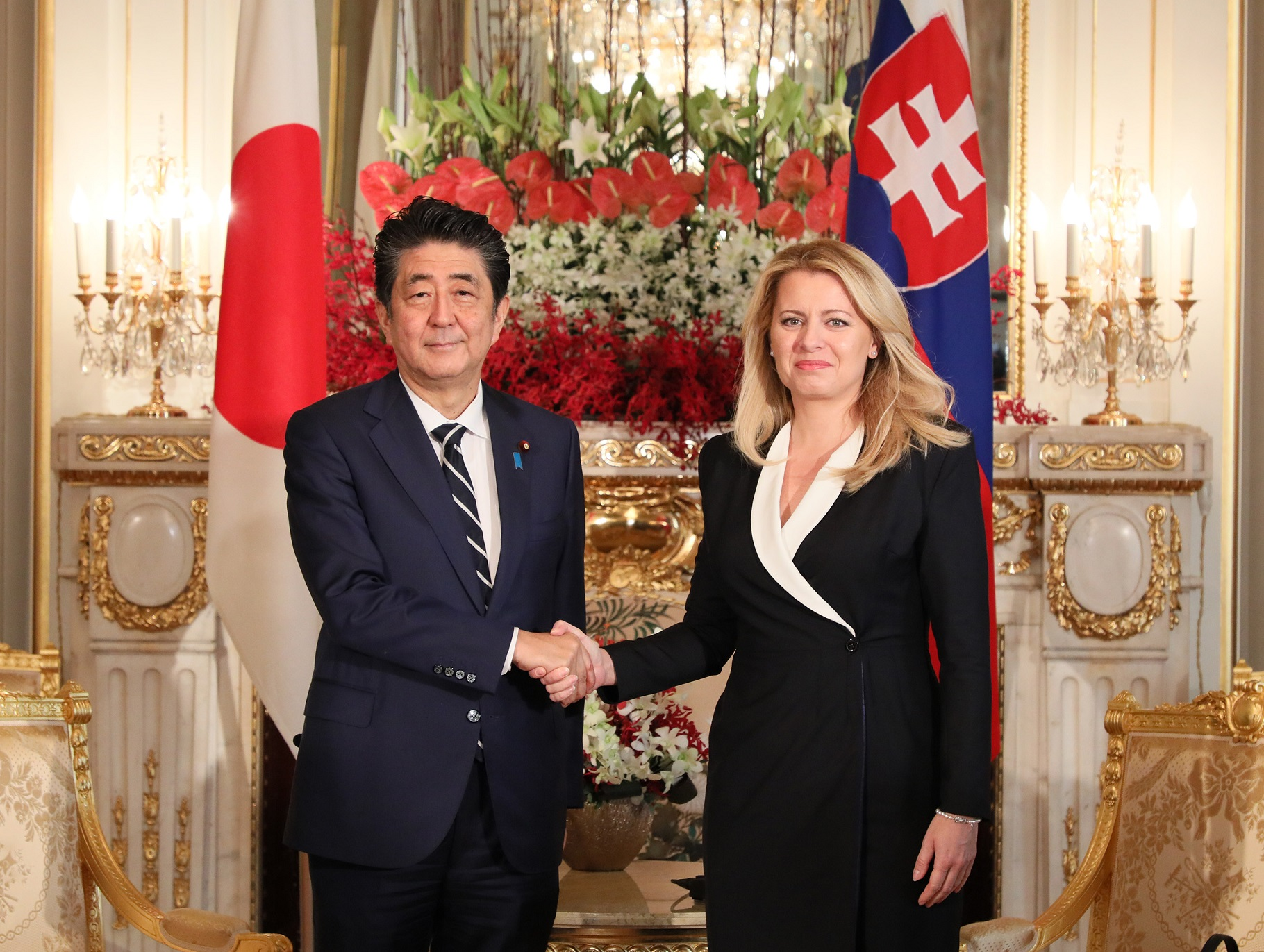
Čaputová s japonským premiérem Šinzó Abem.

| Poř. | Země               | Místo           | Datum            | Podrobnosti |
| ---- | ------------------ | --------------- | ---------------- | --- |
| 1.   | Česko              | Praha           | 20. června       | Setkání s prezidentem Milošem Zemanem, předsedou Senátu Jaroslavem Kuberou a předsedou Poslanecké sněmovny Radkem Vondráčkem. Podrobněji je o cestě pojednáno zde.                                                                                               |
| 2.   | Belgie             | Brusel          | 25. června       | Jednání s předsedou Evropské komise Jeanem-Claudem Junckerem, generálním tajemníkem NATO Jensem Stoltenbergem, králem Filipem a diplomatem Marošem Šefčovičem, návštěva Stálé delegace SR při NATO a Stálé zastoupení SR při EU, setkání s krajany.              |
| 3.   | Maďarsko           | Budapešť        | 11. července     | Setkání s prezidentem Jánosem Áderem a premiérem Viktorem Orbánem. |
| 4.   | Polsko             | Varšava         | 15. července     | Setkání s prezidentem Andrzejem Dudou a premiérem Mateuszem Morawieckim, položení květů k Hrobu neznámého vojáka. |
| 5.   | Francie            | Paříž, Meudon   | 24.–25. července | Setkání s prezidentem Emmanuelem Macronem, uctění památky obětí teroristických útoků z roku 2015. |
| 6.   | Švýcarsko          | Ascona          | 10. srpna        | Převzetí Evropské ceny za politickou kulturu. |
| 7.   | Německo            | Berlín          | 21.–22. srpna    | Setkání s prezidentem Frankem-Walterem Steinmeierem a kancléřkou Angelou Merkelovou. |
| 8.   | Rakousko           | Vídeň           | 30. srpna        | Setkání s prezidentem Alexandrem Van der Bellenem, kancléřkou Brigitte Bierleinovou a pracovníky slovenského velvyslanectví. |
| 9.   | Polsko             | Varšava         | 1. září          | Připomínka začátku druhé světové války. |
| 10.  | Ukrajina           | Kyjev           | 16. září         | Setkání s prezidentem Volodymyrem Zelenskym a premiérem Oleksijem Hončarukem, uctění obětí hladomoru na Ukrajině. |
| 11.  | USA                | New York        | 20.–27. září     | Účast na Klimatickém summitu OSN, Valném shromáždění OSN a galavečeru organizace Globsec, jednání s generálním tajemníkem OSN Antóniem Guterresem, diplomatem Jánem Kubišem, finským prezidentem Saulim Niinistöm a estonskou prezidentkou Kersti Kaljulaidovou. |
| 12.  | Česko              | Lány            | 2.–3. října      | Setkání s prezidenty zemí V4, Borutem Pahorem a Aleksandarem Vučićem. |
| 13.  | Japonsko           | Tokio           | 20.–23. října    | Účast na intronizaci císaře Naruhita a setkání s premiérem Šinzó Abem. |
| 14.  | Německo            | Berlín          | 9. listopadu     | Připomínka pádu Berlínské zdi a konce komunistického režimu v Německu, jednání s prezidentem Frankem-Walterem Steinmeierem a prezidenty zemí V4. |
| 15.  | Česko              | Praha           | 12. listopadu    | Připomínka Sametové revoluce a účast v diskuzním pořadu ČT. |
| 16.  | Spojené království | Londýn, Watford | 3.–4. prosince   | Účast na summitu NATO, setkání s královnou Alžbětou a premiérem Borisem Johnsonem, uctění památky československých vojáku padlých v 2. světové válce. |

## 2020

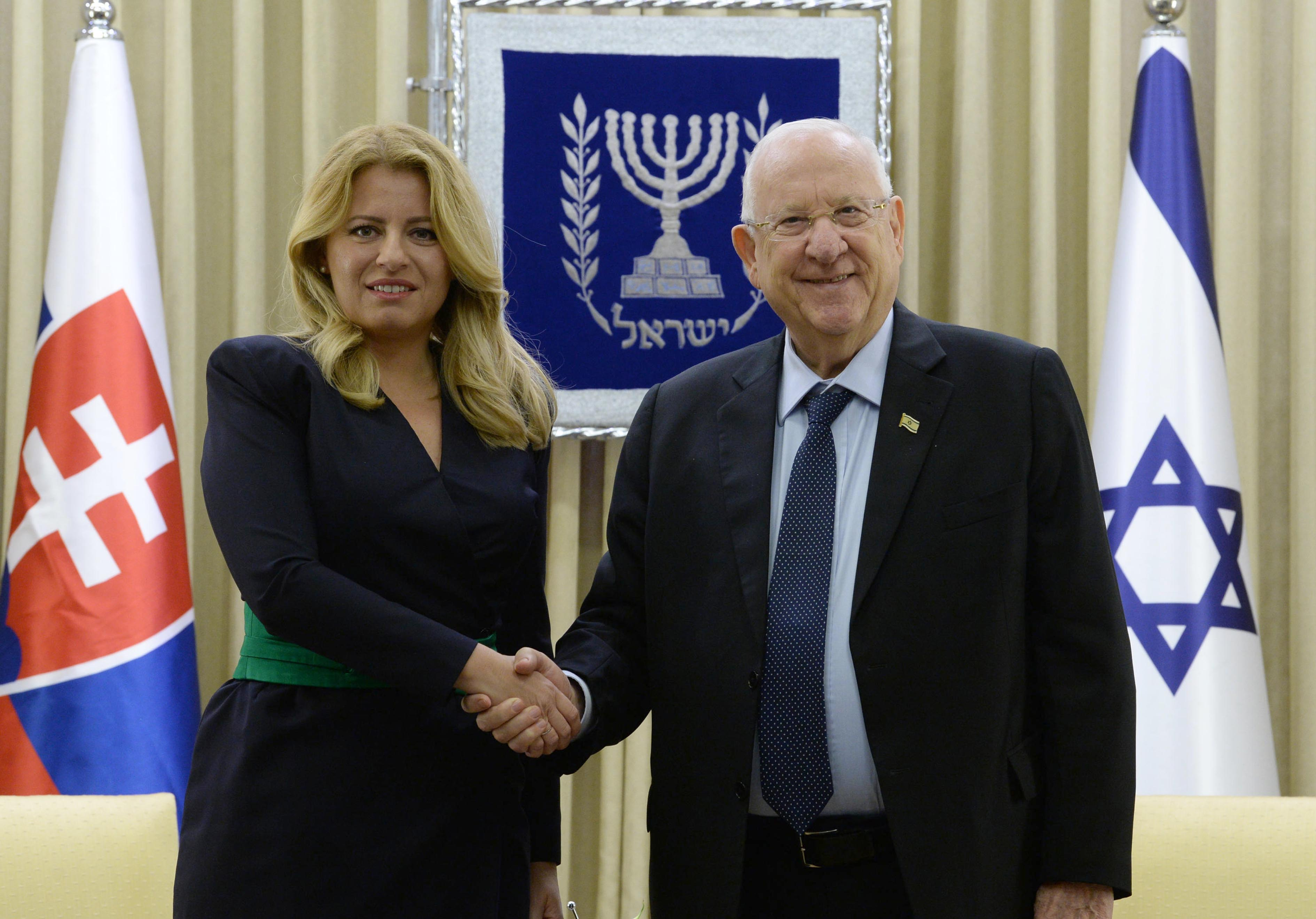
Čaputová a izraelský prezident Rivlin

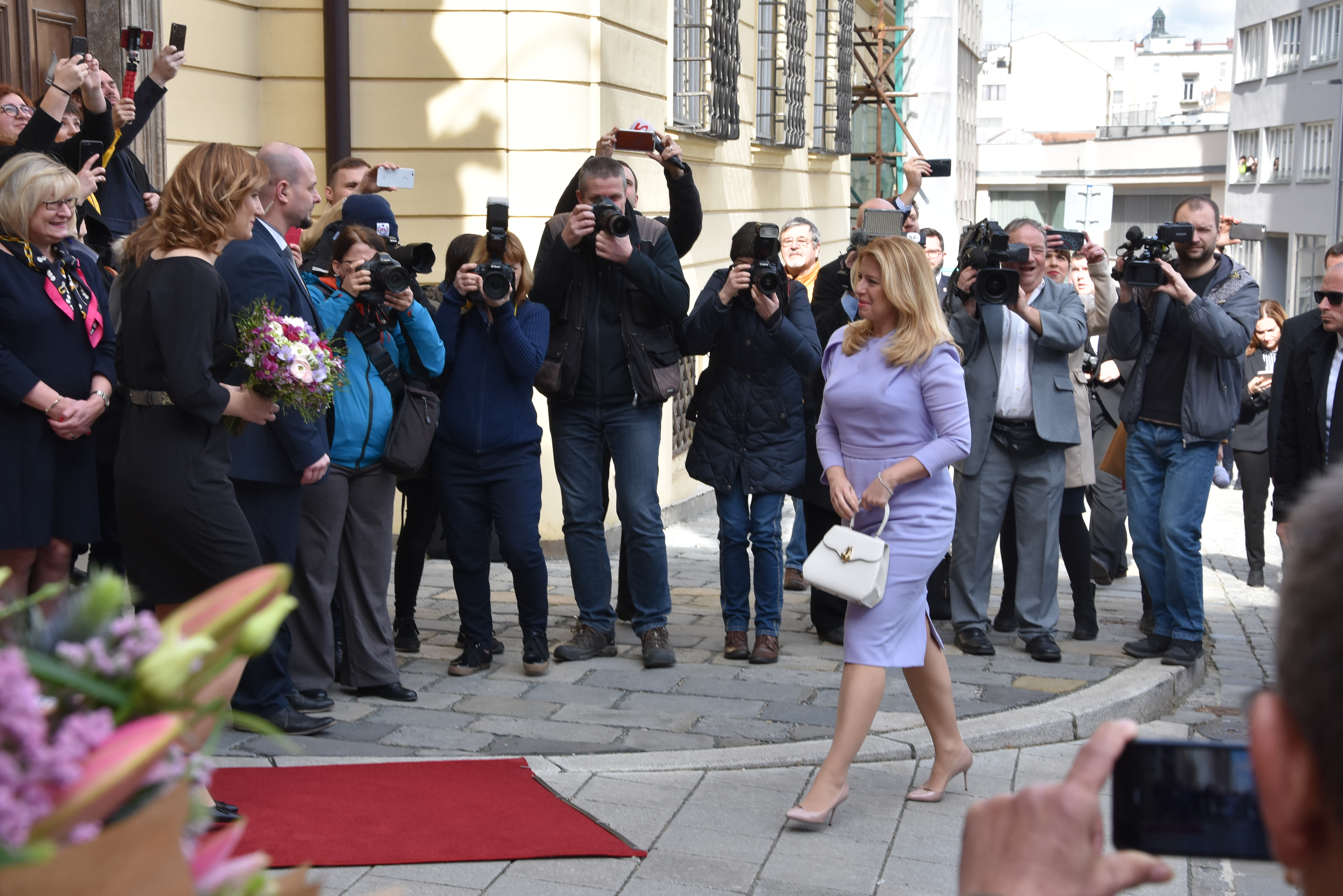
Brněnská primátorka Vaňková vítá prezidentku Čaputovou.

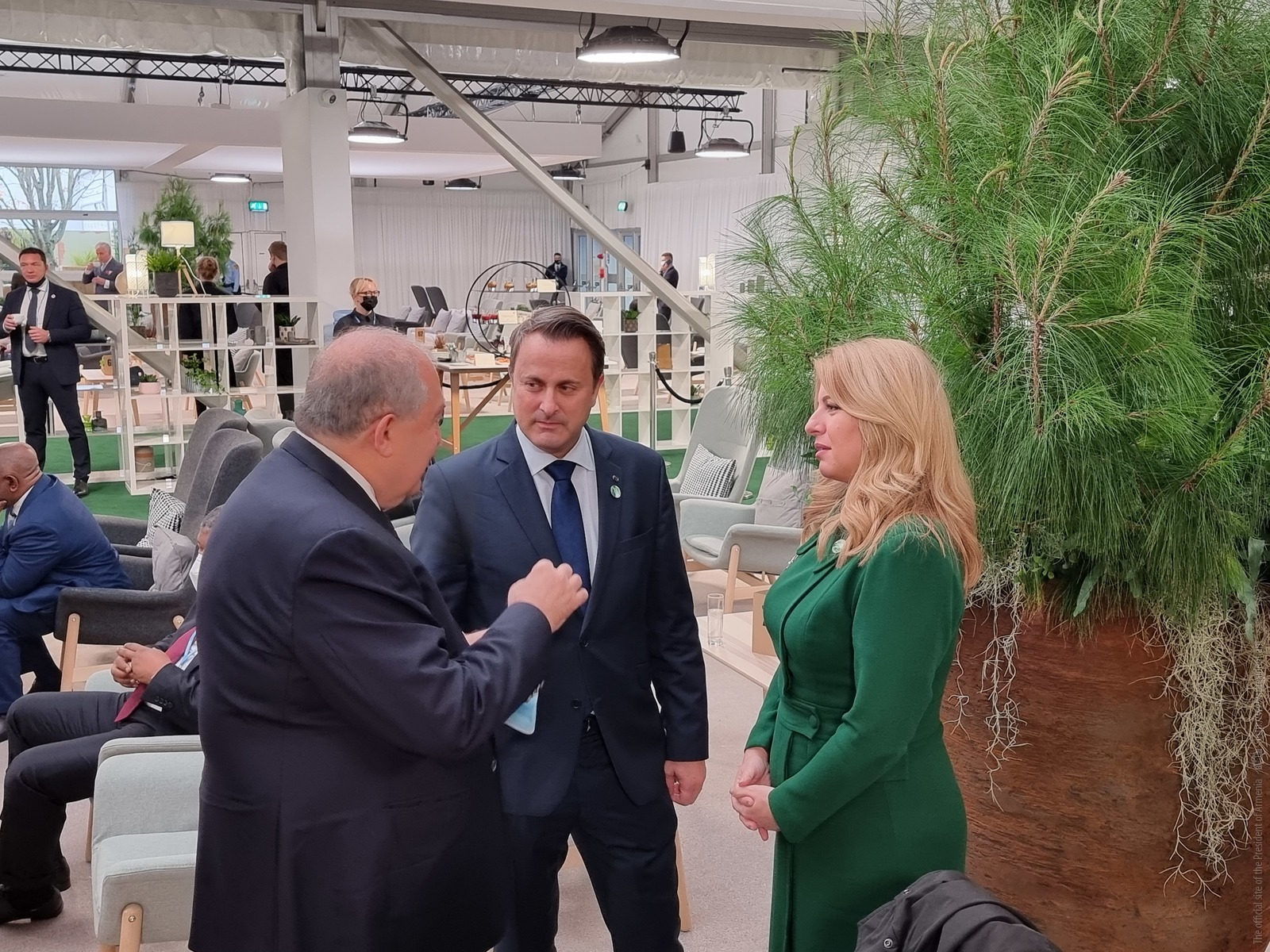
Čaputová s arménským prezidentem Armenem Sarkisjanem na konferenci OSN o změně klimatu.

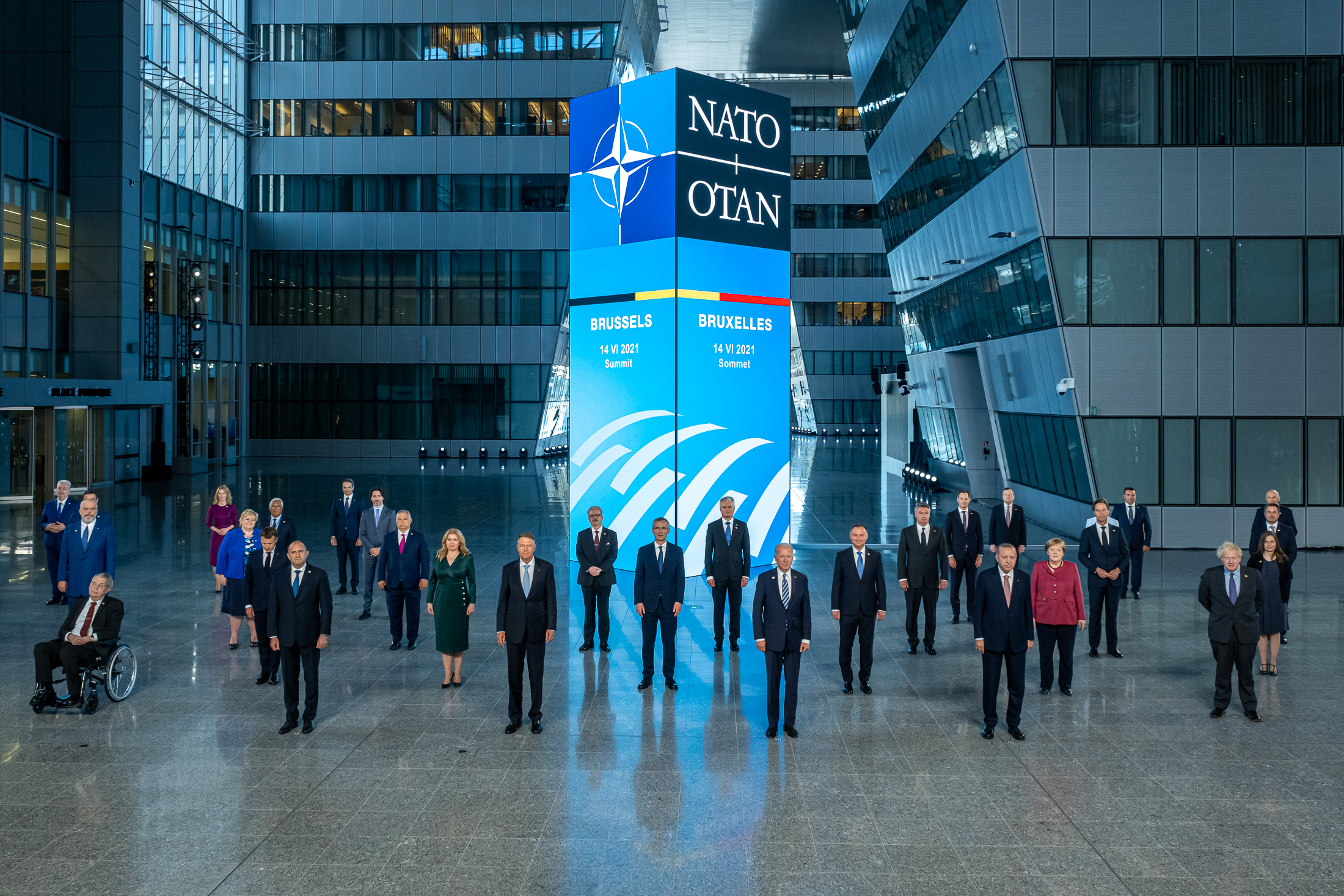
Čaputová na summitu NATO v Bruselu s ostatními lídry členských zemí

| Poř. | Země     | Místo         | Datum         | Podrobnosti |
| ---- | -------- | ------------- | ------------- | --- |
| 17.  | Izrael   | Jeruzalém     | 23.–24. ledna | Účast na mezinárodním fóru o Holokaustu, setkání s prezidentem Re'uvenem Rivlinem.                                                                                             |
| 18.  | Polsko   | Osvětim       | 27. ledna     | Připomínka osvobození koncentračního tábora Auschwitz. |
| 19.  | Německo  | Mnichov       | 16. února     | Účast na Mnichovské bezpečnostní konferenci. |
| 20.  | Česko    | Hodonín, Brno | 10. března    | Setkání s brněnskou primátorkou Markétou Vaňkovou, předsedou Ústavního soudu Pavlem Rychetským a předsedou Senátu Milošem Vystrčilem, uctění památky Tomáše Garrigue Masaryka. |
| 21.  | Rakousko | Vídeň         | 17. září      | Účast na Austrian World Summit. |
| 22.  | Vatikán  | Vatikán       | 14. prosince  | Setkání s papežem Františkem. |

## 2021
| Poř. | Země               | Místo       | Datum                    | Podrobnosti |
| ---- | ------------------ | ----------- | ------------------------ | --- |
| 23.  | Polsko             | Helská kosa | 9. února                 | Setkání s prezidenty zemí V4. |
| 24.  | Dánsko             | Kodaň       | 10.–11. května           | Setkání s princem Frederikem a premiérkou Mette Frederiksenovou, návštěva dánského Sérologického ústavu a Evropské environmentální agentury, účast na Copenhagen Democracy Summitu.                           |
| 25.  | Belgie             | Brusel      | 14. června               | Účast na summitu NATO, setkání s českou eurokomisařkou Věrou Jourovou. |
| 26.  | Rakousko           | Salcburk    | 25. července             | Setkání s prezidentem Alexandrem Van der Bellenem, otevření Salcburského festivalu s předsedkyní Evropské komise Ursulou von der Leyenovou.                                                                   |
| 27.  | Německo            | Cáchy       | 2. října                 | Účast na odevzdávání Ceny Karla Velikého, setkání s předsedou Evropské rady Charlesem Michelem, českou eurokomisařkou Věrou Jourovou a rumunským prezidentem Klausem Iohannisem.                              |
| 28.  | Slovinsko          | Lublaň      | 14. října                | Setkání s prezidentem Borutem Pahorem. |
| 29.  | Spojené království | Glasgow     | 31. října – 2. listopadu | Účast na konferenci OSN o změně klimatu, setkání s princem Charlesem. |
| 30.  | Česko              | Praha       | 16. listopadu            | Setkání s prezidentem Milošem Zemanem, setkání s předsedy obou komor Parlamentu ČR Milošem Vystrčilem a Markétou Pekarovou Adamovou, převzetí Stříbrné medaile předsedy Senátu, připomínka Sametové revoluce. |
| 31.  | Česko              | Praha       | 19. listopadu            | Účast na pohřbu zpěváka Miroslava Žbirky. |
| 32.  | Maďarsko           | Budapešť    | 29. listopadu            | Setkání s prezidenty zemí V4. |
| 33.  | Lotyšsko           | Riga, Adaži | 20. prosince             | Setkání s prezidentem Egilsem Levitsem a slovenskými vojáky působícími na zahraniční vojenské misi. |

## 2022
| Poř. | Země                     | Místo                   | Datum           | Podrobnosti |
| ---- | ------------------------ | ----------------------- | --------------- | --- |
| 34.  | Spojené arabské emiráty  | Dubaj                   | 27.–28. ledna   | Otevření Národního dne SR na Expo 2020. |
| 35.  | Polsko                   | Varšava                 | 25. února       | Účast na jednání zemí B9 a mimořádném summitu NATO. |
| 36.  | Belgie                   | Brusel                  | 24. března      | Účast na mimořádném summitu NATO. |
| 37.  | Moldavsko                | Kišiněv                 | 30. března      | Setkání s prezidentkou Maiou Sanduovou a premiérkou Nataliou Gavrilitou, návštěva uprchlického tábora. |
| 38.  | Itálie                   | Řím, Neapol             | 20.–22. dubna   | Setkání s prezidentem Sergiem Mattarellou, předsedkyní Senátu Mariou Elisabettou Casellatiovou a slovenským dirigentem Jurajem Valčuhou, návštěva divadla San Carlo v Neapoli, otevření slovensko-italského byznys fóra.                          |
| 39.  | Švýcarsko                | Bern, Ženeva, Curych    | 19.–21. května  | Setkání s prezidentem Ignazio Cassisem, návštěva Evropské organizace pro jaderný výzkum a Spolkové vysoké technické školy v Curychu otevření slovensko-švýcarského byznys fóra, setkání s krajany.                                                |
| 40.  | Česko                    | Praha                   | 26. května      | Setkání s prezidentem Milošem Zemanem, předsedkyní Poslanecké sněmovny Markétou Pekarovou Adamovou, ministrem vnitra Vítem Rakušanem, účast na slavnostním shromáždění v Národním muzeu k zahájení výstavy Nikdy se nevzdáme.                     |
| 41.  | Ukrajina                 | Kyjev, Irpiň, Boroďanka | 31. května      | Setkání s prezidentem Volodymyrem Zelenským, premiérem Denysem Šmyhalem, promluva k Parlamentu Ukrajiny, návštěva měst zasažených válkou Irpiň a Boroďanka.                                                                                       |
| 42.  | Španělsko                | Madrid                  | 28.–30. června  | Účast na mimořádném summitu NATO a partnerských zemí, setkání s králem Filipem VI. a královnou Letizií Španělskou a švédskou premiérkou Magdalenou Anderssonovou.                                                                                 |

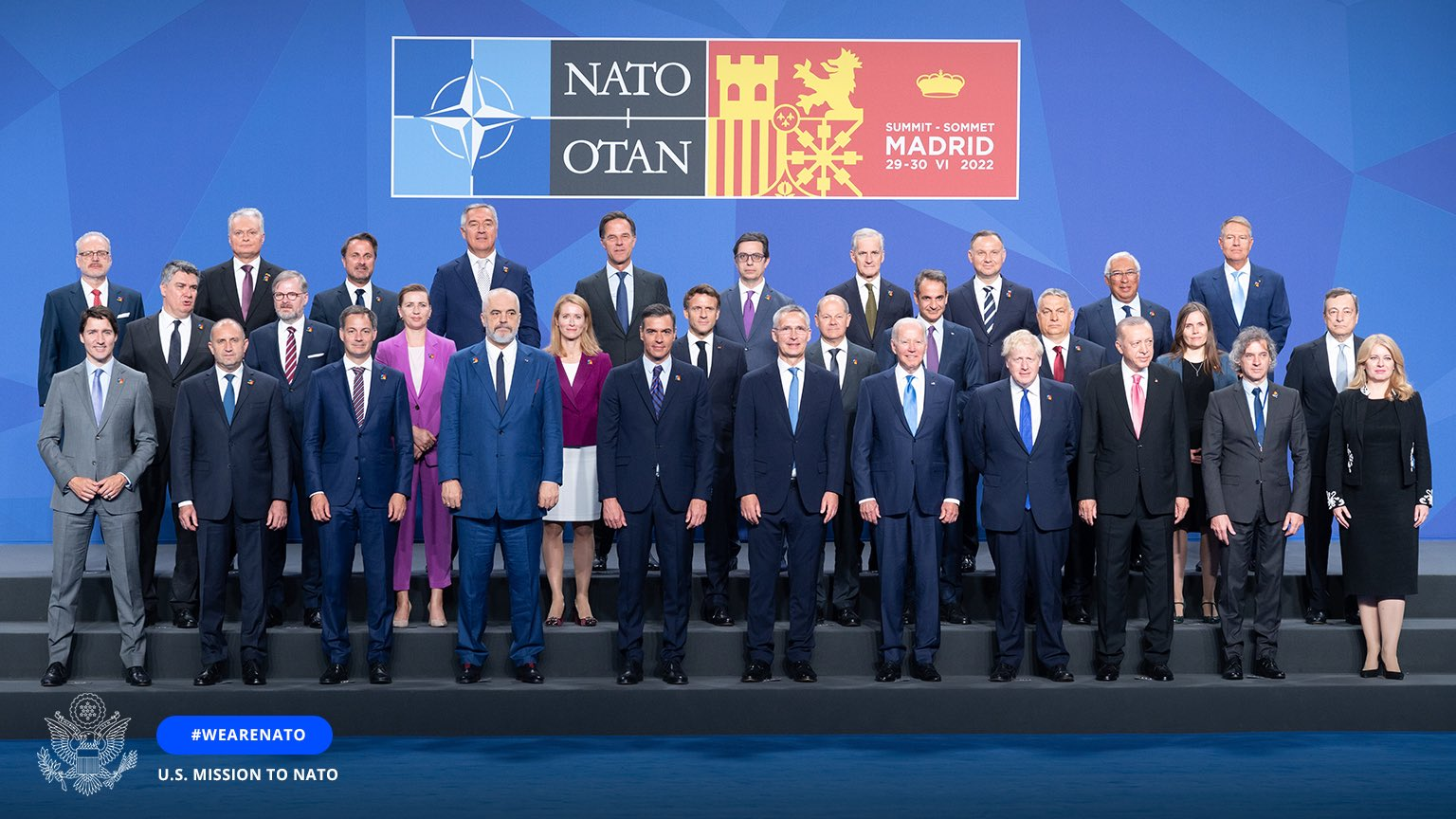
Čaputová na summitu NATO v Madridu s ostatními lídry členských zemí

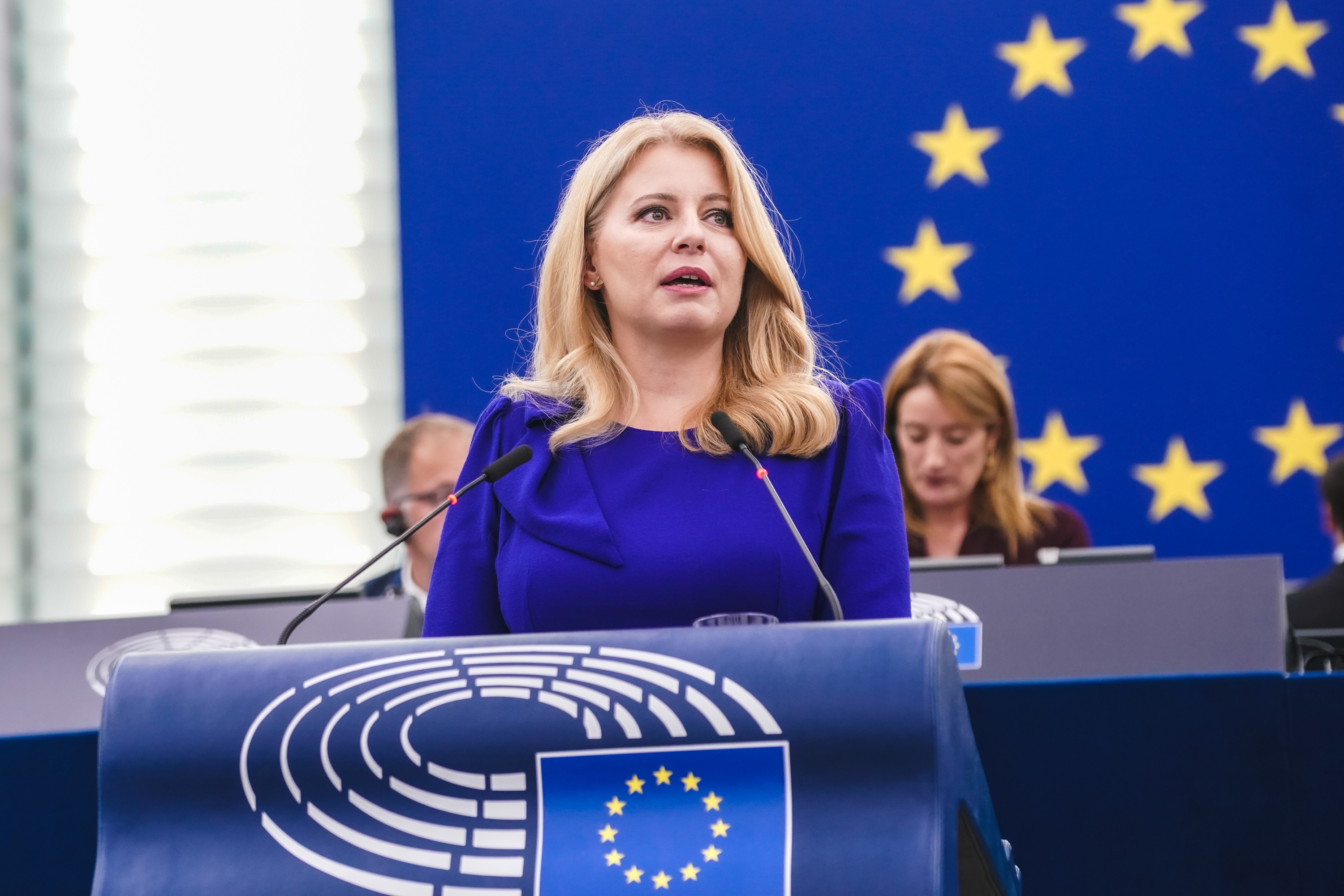
Čaputová při vystoupení v Evropském parlamentu

| 43.  | Řecko, Severní Makedonie | Athény, Skopje          | 6.–7. září      | Setkání s řeckou prezidentkou Katerinou Sakellaropulosovou a premiérem Kyriakosem Mitsotakisem, převzetí nejvyššího státního vyznamenání Řádu Spasitele. Setkání s makedonským prezidentem Stevem Pendarovskim a premiérem Dimitarem Kovačevskim. |
| 44.  | Spojené království       | Londýn                  | 19. září        | Účast na státním pohřbu královny Alžběty II. |
| 45.  | USA                      | New York                | 20.–22. září    | Účast na Valném shromáždění OSN. |
| 46.  | Malta                    | Valletta                | 6. října        | Účast na setkání prezidentů skupiny Arraiolos. |
| 47.  | Francie                  | Štrasburk               | 19. října       | Vystoupení v Evropském parlamentu. |
| 48.  | Německo                  | Frankfurt nad Mohanem   | 5. listopadu    | Převzetí Ceny svobody. |
| 49.  | Egypt                    | Šarm aš-Šajch           | 6.–7. listopadu | Účast na konferenci OSN o změně klimatu. |
| 50.  | Česko                    | Praha                   | 16. listopadu   | Setkání s prezidentem Milošem Zemanem, připomínka Sametové revoluce. |
| 51.  | Vatikán                  | Vatikán                 | 10. prosince    | Setkání s papežem Františkem. |
| 52.  | Kypr                     | Nikósie                 | 12. prosince    | Setkání s příslušníky ozbrojených sil působících na misi OSN, setkání s prezidentem Nikosem Anastasiadesem. |

## 2023

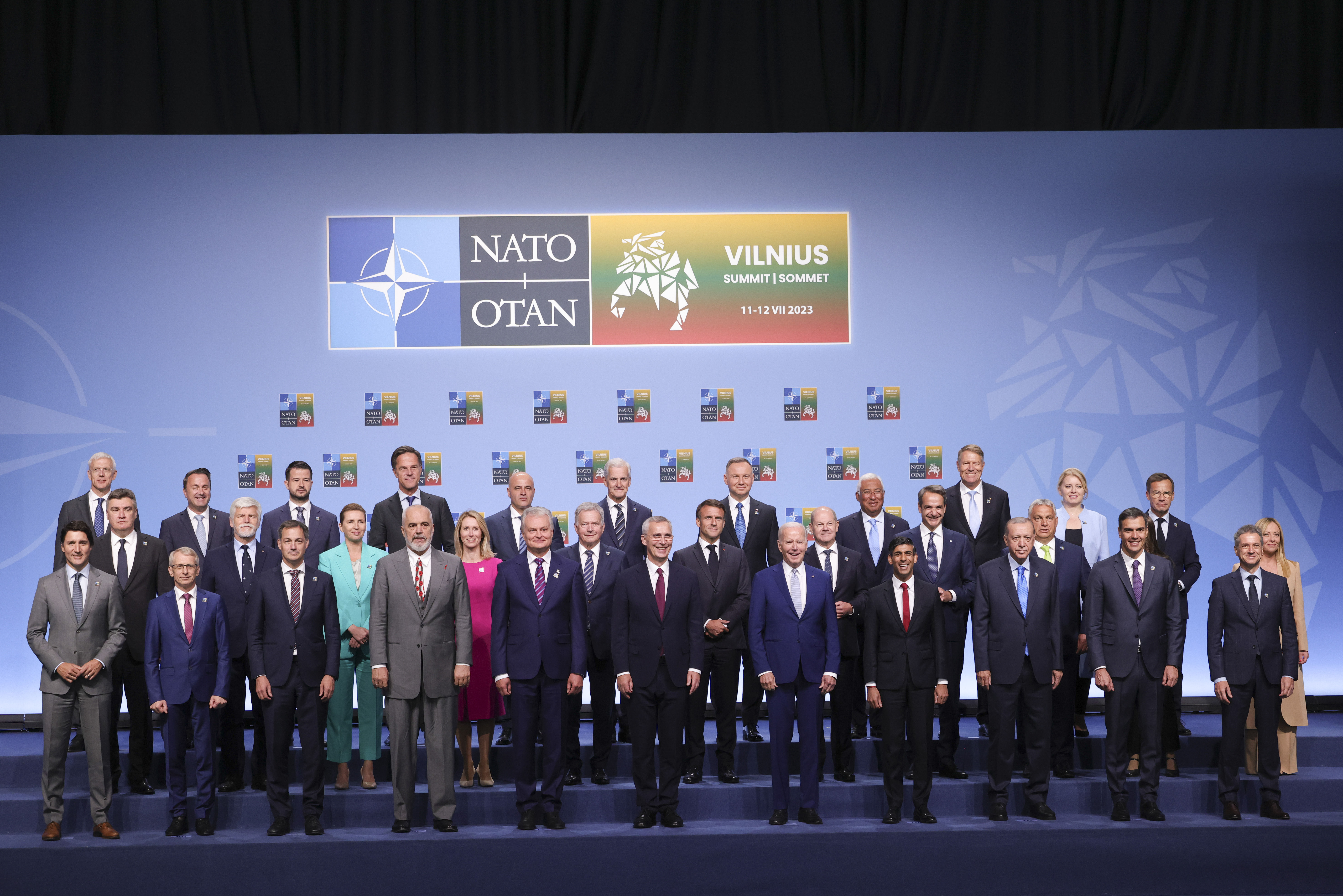
Čaputová na summitu NATO ve Vilniusu s ostatními lídry členských zemí

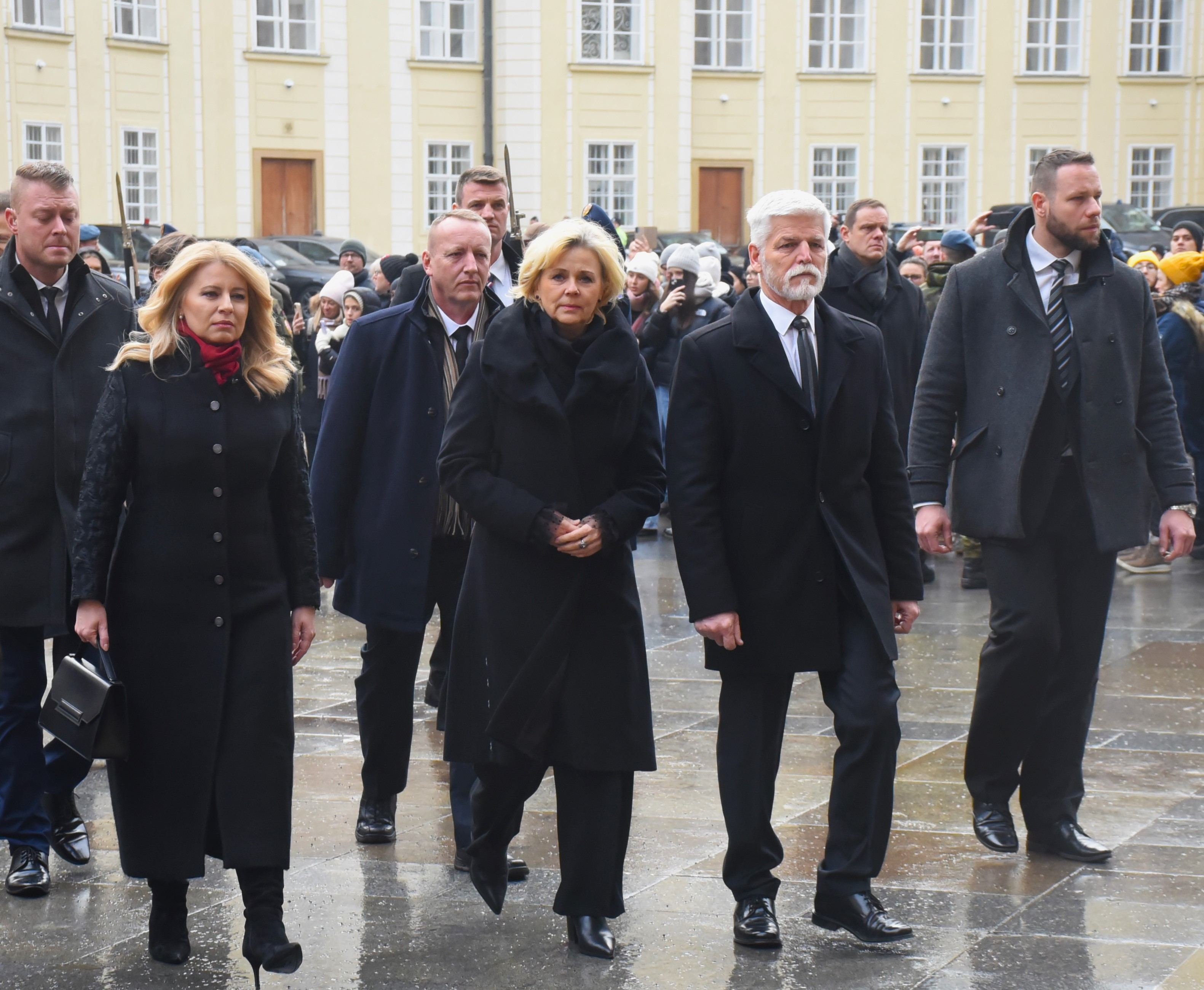
Čaputová s českým prezidentem Petrem Pavlem a první dámou Evou Pavlovou na pohřbu Karla Schwarzenberga

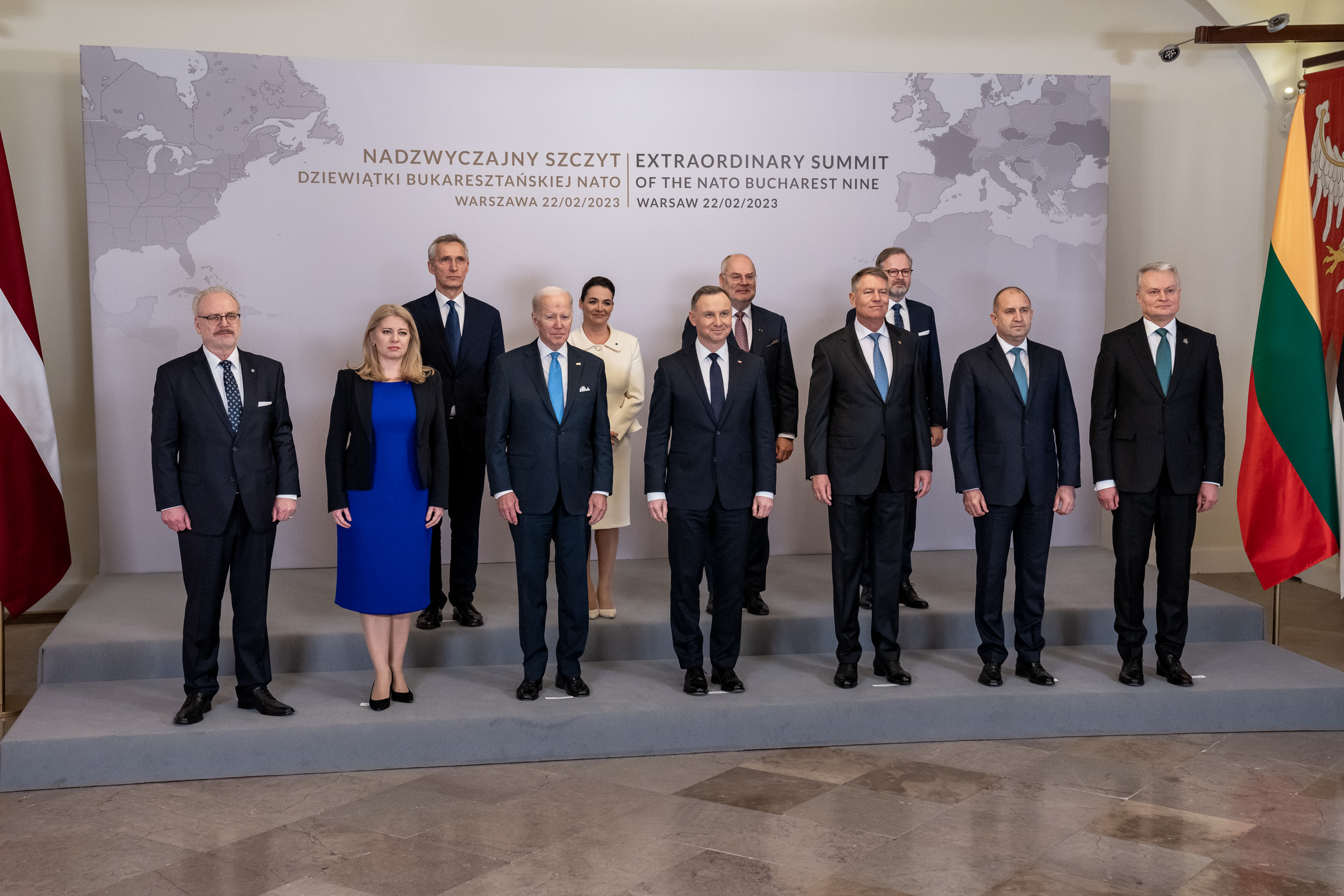
Čaputová na summitu B9 ve Varšavě s ostatními lídry členských zemí, Joe Bidenem a Jensem Stoltenbergem

| Poř. | Země                    | Místo                   | Datum            | Podrobnosti |
| ---- | ----------------------- | ----------------------- | ---------------- | --- |
| 53.  | Německo                 | Berlín                  | 24. ledna        | Setkání s prezidentem Frankem-Walterem Steinmeierem.                                                                                     |
| 54.  | Česko                   | Praha                   | 28. ledna        | Účast ve volebním štábu zvoleného prezidenta Petra Pavla.                                                                                |
| 55.  | Polsko                  | Varšava                 | 22. února        | Účast na jednání zemí B9 s prezidentem USA Joe Bidenem a generálním tajemníkem NATO Jensem Stoltenbergem.                                |
| 56.  | Ukrajina                | Kyjev, Irpiň, Boroďanka | 28.–29. dubna    | Setkání s prezidentem Volodymyrem Zelenským, návštěva měst zasažených válkou.                                                            |
| 57.  | Spojené království      | Londýn                  | 5.–6. května     | Účast na korunovaci krále Karla III. |
| 58.  | Island                  | Reykjavík               | 16.–17. května   | Účast na summitu Rady Evropy. |
| 59.  | Česko                   | Brno                    | 22. června       | Setkání s prezidentem Petrem Pavlem, účast na festivalu Meeting Brno.                                                                    |
| 60.  | Litva                   | Vilnius                 | 11.–12. července | Účast na summitu NATO, setkání s kanadským premiérem Justinem Trudeau a jihokorejským prezidentem Jun Sok-jolem.                         |
| 61.  | Německo                 | Magdeburg               | 30. srpna        | Převzetí Cenu císaře Oty. |
| 62.  | Rumunsko                | Bukurešť                | 6. září          | Účast na summitu prezidentů zemí Iniciativy Trojmoří.                                                                                    |
| 63.  | USA                     | New York                | 17.–21. září     | Účast na Valném shromáždění OSN, jednání s generálním tajemníkem OSN Antóniem Guterresem, účast na Slovak Pro Samitu, setkání s krajany. |
| 64.  | Česko                   | Praha                   | 16. listopadu    | Setkání s prezidentem Petrem Pavlem, účast v debatě se studenty Univerzity Karlovy, připomínka Sametové revoluce.                        |
| 65.  | Česko                   | Praha                   | 22. listopadu    | Účast na summitu prezidentů zemí V4. |
| 66.  | Spojené arabské emiráty | Dubaj                   | 1.–2. prosince   | Účast na konferenci OSN o změně klimatu.                                                                                                 |
| 67.  | Česko                   | Praha                   | 9. prosince      | Účast na pohřbu politika Karla Schwarzenberga.                                                                                           |
| 68.  | Bosna a Hercegovina     | Sarajevo                | 14. prosince     | Setkání se slovenskými vojáky působícími v operaci EUFOR Althea, jednání s vedením země.                                                 |

## 2024
| Poř. | Země            | Místo                          | Datum                | Podrobnosti |
| ---- | --------------- | ------------------------------ | -------------------- | --- |
| 69.  | Kanada, USA     | Ottawa, Toronto, San Francisco | 29. ledna – 4. února | Setkání s kanadským premiérem Justinem Trudeau, zástupkyní generální guvernérky Andromache Karakatsanisovou, předsedou Dolní sněmovny Gregem Fergusem a krajany, otevření kanadsko-slovenského byznys fóra. Setkání s primátorkou San Francisca London Breedovou a krajany, návštěva Stanfordovy univerzity a centrály společnosti Google.            |
| 70.  | Česko           | Praha                          | 18. března           | Setkání s prezidentem Petrem Pavlem a premiérem Petrem Fialou, uctění památky obětí střelby na Filozofické fakultě UK, účast na premiéře filmu Tady Havel, slyšíte mě? |
| 71.  | Německo, Belgie | Berlín, Brusel                 | 9.–10. dubna         | Setkání s německým prezidentem Frankem-Walterem Steinmeirem a krajany, uctění památky obětí totality u Berlínské zdi. Setkání s krajany, generálním tajemníkem NATO Jensem Stoltenbergem, předsedou Evropské rady Charlesem Michelem, předsedkyní Evropského parlamentu Robertou Metsolaovou a předsedkyní Evropské komise Ursulou von der Leyenovou. |
| 72.  | Polsko          | Varšava                        | 16. dubna            | Setkání s prezidentem Andrzejem Dudou, předsedou Sejmu Szymonem Holowniou a předsedkyní Senátu Małgorzatou Kidawovou-Błońskou, uctění památky neznámého vojáka a Miroslava Iringhy, převzetí nejvyššího státního vyznamenání Řádu bílé orlice. |
| 73.  | Ukrajina        | Kyjev, Černihiv                | 10.–11. května       | Setkání s prezidentem Volodymyrem Zelenským, premiérem Denysem Šmyhalem a předsedou parlamentu Ruslanem Stefančukem, návštěva míst zasažených válkou a Černihivské národní polytechnické univerzity, uctění památky oběti války, převzetí nejvyššího státního vyznamenání Řád knížete Jaroslava Moudrého.                                             |
| 74.  | Rakousko        | zámek Hof                      | 29. května           | Setkání s prezidentem Alexanderem Van der Bellenem, převzetí nejvyššího státního vyznamenání Čestný odznak Za zásluhy o Rakouskou republiku. |
| 75.  | Vatikán         | Vatikán                        | 1. června            | Setkání s papežem Františkem a kardinálem státním sekretářem Pietro Parolinem, uctění památky sv. Cyrila v bazilice svatého Klimenta. |
| 76.  | Francie         | Saint-Laurent-sur-Mer          | 6. června            | Účast na oslavách 80. výročí vylodění v Normandii, setkání s evropskými a světovými lídry. |
| 77.  | Česko           | Praha, Lány                    | 12.–13. června       | Setkání s prezidentem Petrem Pavlem, první dámou Evou Pavlovou, předsedkyní Poslanecké sněmovny Markétou Pekarovou Adamovou, ministrem zahraničních věcí Janem Lipavským a eurokomisařkou Věrou Jourovou, vystoupení na Prague European Summit, návštěva Dejvického divadla, převzetí Řádu Bílého lva občanské skupiny I. třídy.                      |